# 29 de Diciembre (1827)
La Goleta 29 de Diciembre fue un navío de la Armada Argentina que participó de la  guerra con el Imperio del Brasil.

## Historia
La Oriental sirvió en la marina de Portugal hasta su incorporación a la marina Imperial en septiembre de 1822. Ante el estallido de la guerra con la República Argentina fue asignada a la Tercera División de la Escuadra Imperial que combatía en el Río de la Plata, como nave capitana al mando del Capitán Jacinto Roque de Sena Pereira.
A fines de 1826 la Tercera División brasilera recibió órdenes de avanzar sobre el Río Uruguay. Brown salió al encuentro de la escuadra y en la Batalla de Juncal librada los días 8 y 9 de febrero de 1827 logró la mayor victoria naval argentina. 
En la primera jornada del combate, frente a la línea argentina que cerraba el río, la flota brasileña continúo su avance hasta que habiendo cesado el viento fondeó a las 11:30, a 1000 yardas de la línea argentina, con su nave insignia Oriental en el centro.
El primer día el mal tiempo obligó a suspender los combates. Exhaustos, los brasileños no fueron capaces de planificación alguna. Apenas amaneció, el Capitán Sena Pereira reunió en el Oriental a sus capitanes para definir el plan de batalla, básicamente si combatir navegando o fondeados, pero no hubo decisión y Sena Pereira resolvió decidir su táctica sobre la marcha.
Sena Pereira ordenó formar en línea y fondear pero nuevamente la respuesta fue de confusión y desorden y algunas de las cañoneras salieron de formación derivando a sotavento. Gritando con un megáfono trató inútilmente de poner orden pero ante la rápida y ordenada aproximación argentina cambió su decisión ordenando ahora recibir al enemigo con las velas izadas. 
La Dona Januária, la Bertioga y la Oriental avanzaron con rapidez, pero terminaron con ello de romper la formación, dado que el resto de los barcos quedaron atrás y dispersos, muchos fuera de línea. Los tres barcos líderes quedaron así prontamente bajo el fuego del General Balcarce y la vanguardia argentina que llegaba cañoneando. 

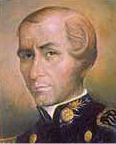
Capitán Francisco J.Seguí

El Bergantín General Balcarce al mando del Capitán Francisco José Seguí, tras dejar fuera de combate al Bergantín Dona Januária lideró un ataque combinado sobre la goleta Oriental. El fuego cruzado inutilizó los cañones, dejó la mitad de las carronadas destruidas y provocó 37 bajas, incluyendo entre los heridos al comandante Sena Pereira. Pese a las pérdidas los brasileños no arriaron la bandera, dado que había sido clavada al mástil y, como refirió un cronista "no había a bordo hombre sano que subiera a desclavarla. Estaban contusos, heridos y muertos sus tripulantes, siendo de los primeros el jefe y muertos cuatro timoneles". Finalmente la nave insignia fue abordada y el Capitán Francisco Seguí aceptó del comandante brasileño su espada en señal de rendición.

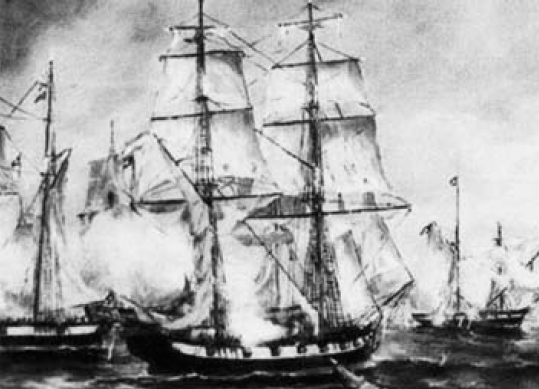
Batalla de Juncal

Fue incorporada a la Armada Argentina con el nombre de Goleta 29 de Diciembre.
En septiembre de 1827 al mando del Capitán Smith, fue enviada junto con la 18 de enero a la Provincia de Santa Fe para recibir los contingentes de marineros prometidos por esa provincia, en su mayoría criminales y desertores de la Escuadra Nacional. Apenas tuvo ocasión la nueva tripulación se amotinó y tras matar al comandante, huyeron en botes a tierras de Entre Ríos, llevando con ellos a la tripulación original con excepción de unos pocos que pudieron esconderse.
El 17 de febrero de 1828 participó del Combate de Quilmes (1828) sufriendo daños menores.
El 19 de junio de 1828 al mando de John Halstead Coe participó del combate a la altura de Punta Lara en defensa del Brandsen que regresaba de un extraordinario crucero.